# FullMooN
ガールズロックバンド、FullMooN（フルムーン）。元祖秋葉系ガールズロックバンドを名乗る。Zillion mode productionに所属。2011年末までは、FullMooN.13として活動していた。

## メンバー
現メンバー
- ねね (Vo)・・・2012/04〜
  - 4月14日生まれ
- えれん (Gt)・・・2009/04/06〜
  - 12月18日生まれ
- りん (Ba)・・・2014/12/15〜
  - 11月30日生まれ

- 葵 (Dr)・・・2021/04/24〜
  - 10月22日生まれ

旧メンバー
- そるく (Vo)・・・結成〜2012/01
- なっちぃ (G)・・・2008/10/24〜2008/12/30
- かな (key)・・・結成〜2009/05/03
- ねこたろ (B)・・・結成〜2010/01/28
- さかえ (B )・・・2010/02〜2014/7
- えどがわるる (Dr)・・・2009/04/06〜2014/12
- みつの (Key)・・・2010/08/30〜2013/12
- いずみ (Key)・・・2014/02〜2014/7/14
- ひまり (G)・・・2015/11/17〜2016/12
- なっつ (Dr)・・・2015/04/12〜2018/7/15
- けい (Gt)・・・2018/8/17〜2019/7/7
- 一二三（いつみ）(Dr)・・・2019/04/20〜2020/03/27

## プロフィール
- 現役コスプレイヤーとしても活動していた5人が秋葉原で知り合いバンドを結成。
- ビジュアルやメンバーの個性溢れるキャラクターとは裏腹に、重厚で圧倒的にクオリティの高い楽曲や演奏が魅力。ライブを見ると、おそらく良い意味で想像を裏切られる。
- メンバーの加入・脱退を経て、2021年4月24日に葵が正式ドラマーとして加入し、現在の体制となった。

## 経歴
2008年
- 4月 そるく、ねこたろ、かなの3人で結成。秋葉原の路上で活動開始。
- 5月31日 ポッシボー主催ライブ(GIRLS ATTACK)で初ライブ。ライブのメンバーは3人+サポート(ドラム・ギターx2)の6人。場所は新宿MARZ。
- 6月 秋葉原GOODMAN・表参道FAB等、勢力的に活動を開始
- 7月 ロサンゼルスで開催された『Anime Expo 2008』に日本のゴシックロリータ代表として参加
- 10月18・19日 関西国際空港にて「Japan Pop Culture Festival 2008」に出演。
- 10月24日 渋谷RUIDE K2のライブでギター「なっちぃ」加入。
- 11月9日 お台場にて行われた、「第1回痛Gふぇすたinお台場」に出演。
- 12月 ウェブTV、ak!ba.tv内の「シークワーサーTV」に出演。
- コスプレ情報誌『コスＢＯＮ Fantasy』、アルバイト情報誌『ドカント』のインタビュー
- ジャパネスクロック情報誌『Cure』のモデルとして出演
- 12月30日 ギター「なっちぃ」脱退。HPでの発表のみ。

2009年
- 2月 コスプレ情報誌『コスＢＯＮ Fantasy』にモデルとして出演
- 4月6日 川崎CLUB CITTA'のライブにてギター「えれん」、ドラム「えどがわるる」加入。メンバーが5人に。
- 5月3日 恵比寿LIVEGATEのライブを最後にキーボード「かな」脱退。
- 6月 『メイド喫茶POMMERY』の番組でニコニコ生放送に出演
- 7月7日 1stフルアルバム　「ふるぽけ。 -FullMooN.13 POCKET-」発売。
- 7月12日 大塚DEEPAで初ワンマンライブを開催。大成功に終わる。
- 8月 『コミックマーケット2008 夏』に参加
- 9月26日 2年連続で関西国際空港にて「Japan Pop Culture Festival 2009」に出演。
- 心斎橋ALIVEにて大阪で初ライブハウスでのライブを行う。
- 「Japan Pop Culture Festival 2009」内のSEXY DYNAMITE LONDONのモデルとしてファッションショーに出演。

さらにSEXY DYNAMITE LONDONとのコラボ商品(Tシャツ・パーカー・バッジ)を会場限定発売。
- 10月 ベース「ねこたろ」が体調不良により休養。ライブでのベースは日替わりサポートで行う。
- 主催イベントを渋谷O-WESTで行いトリを勤める
- 11月 MARUTA原作ドラマCD『メイドのお仕事』の主題歌として使用される
- BBStation.tv『メイドのお時間』の主題歌として使用される
- 12月31日 内田裕也主催の「NEW YEARS WORLD ROCK FESTIVAL」に出演。翌年1月にフジテレビで放送され地上波デビュー。

2010年
- 1月28日 かねてより休養中だったベース「ねこたろ」が脱退を発表。HPでの発表のみ。
- 2月12日 渋谷O-WESTのライブで現メンバーのベース「さかえ」がサポートで参加。
- 3月7日 田町CUBE326でのライブでベース「さかえ」正式加入発表。
- 4月25日 PV「Zillion CLIPS vol.1」発売。
- 絶対領域少女。との2MANライブを行う。
- 8月15日 大阪アニソンフェスティバルに出演。
- 8月30日 みつの(Key)が正式加盟。
- 9月19日 東方系イベント・例大祭SP（東京国際展示場）でライブイベントを開催。

2011年
- 5月20日 シングル「DRAWING STARS」発売
- 12月 活動休止

2012年
- 1月 そるく(Vo)脱退
- 4月 新ボーカルねねを迎えて活動再開。

2013年
- 12月 みつの(Key)脱退

2014年
- 2月 いずみ(Key)加入
- 7月 さかえ(Ba)、いずみ(Key)脱退
- 12月 りん(Ba)加入

2015年
- 4月 なっつ(Dr)加入
- 12月 ひまり(Gt)加入

2016年
- 12月 ひまり(Gt)脱退

2017年
- 10月25日 シングル「Lost a moment」発売

2018年
- 7月 なっつ(Dr)脱退
- 7月 けい(Gt)加入

2019年
- 4月 一二三(Dr)加入
- 7月 けい(Gt)脱退
- 10月30日 シングル「燈」発売

2020年
- 3月 一二三(Dr)脱退
- 12月30日 シングル「affection」発売

2021年
- 2月27日 厚木サンダースネイクで、ねね生誕祭～春の8周年ワンマンライブ～を行う。
- 4月24日 厚木サンダースネイクで、ねね生誕祭～春の9周年無料ワンマンライブ～を行う。
- 4月 葵(Dr)加入
- 8月 厚木サンダースネイクで、ワンマンライブ「Super Summer vacation2021～くだらない事して笑え！～」を行う。

2023年
- 3月29日 - 10年ぶりとなるオリジナル・アルバム『Dear…』を発売[1]。

## 代表作
- 「青い月」
- 「覇王樹」
- 「魔法の言葉。」
- 「燈」
- 「affection」

## メディア

### TV
2010年1月　フジテレビ「NEW YEARS WORLD ROCK FESTIVAL」

### WebTV
2009年 ウェブTV「シークワーサーTV」のテーマにそるくが同じ事務所の絶対領域少女。と歌う「ビタミンチャンネル」を提供。

### ラジオ
2009～2010年 インターネットラジオ放送局BBStation「メイドのお時間（メイドのおじかん）」のエンディングテーマに「魔法の言葉」が使用される。

## 作品

### シングル
| #   | 発売日         | タイトル      | 備考         |
| --- | -------------- | ------------- | ------------ |
| 1st | 2015年7月11日  | blue max      | 会場限定発売 |
| 2nd | 2015年12月23日 | RESET         |              |
| 3rd | 2016年9月14日  | Trust         |              |
| 4th | 2017年10月25日 | Lost a moment |              |
| 5th | 2019年10月30日 | 燈            |              |
| 6th | 2020年12月30日 | affection     |              |
| 7th | 2022年4月27日  | shut out      |              |

### アルバム
| 発売日         | タイトル                        | 備考                               |             |
| FullMooN.13    | FullMooN.13                     | FullMooN.13                        | FullMooN.13 |
| -------------- | ------------------------------- | ---------------------------------- | ----------- |
| 2009年7月7日   | ふるぽけ。 -FullMooN.13 POCKET- |                                    |             |
| 2010年8月15日  | ORIENTAL                        |                                    |             |
| 2011年5月20日  | DRAWING STARS                   |                                    |             |
| FullMooN       |                                 |                                    |             |
| 2013年5月25日  | CIRCUS                          |                                    |             |
| 2014年2月26日  | Hikari-ヒカリ                   | 会場限定発売                       |             |
| 2017年5月17日  | Paradigm                        |                                    |             |
| 2018年10月17日 | Ancient MooN                    | 過去曲のリアレンジ・ミニアルバム。 |             |
| 2023年3月29日  | Dear…                           |                                    |             |

### DVD
| 発売日        | タイトル            | 備考 |
| ------------- | ------------------- | ---- |
| 2010年4月25日 | Zillion CLIPS vol.1 | PV集 |

## ゲーム
PCゲーム「アパシー　流行り神　(あぱしー はやりがみ)」エンディングテーマに「赤い糸」が採用される。